# Бартоли, Микеле
Микеле Бартоли (итал. Michele Bartoli, 27 мая 1970 года, Пиза, Италия) — итальянский профессиональный шоссейный велогонщик.
Двукратный обладатель Мирового шоссейного кубка UCI в 1998 и 1999 годах. Чемпион Италии в групповой гонке 2000 года. Победитель трёх из пяти монументальных классических шоссейных велогонок.

## Победы
| 1993 - Неделя Сицилии — этапы 1, 5 и генеральная классификация 1994 - Брабантсе Пейл - Критериум д'Абруццо - Гран-при Пино Черами - Джиро д’Италия — этапы 14 1995 - Три дня Де Панне — этапы 1, 2 и генеральная классификация 1996 - Джиро дель Эмилия - Гран-при Фурми - Гран-при Ларчано - Тур Фландрии - Джиро провинции Реджо-Калабрия — этап 1 - Тиррено — Адриатико — этап 5 1997 - Мировой шоссейный кубок UCI - Льеж — Бастонь — Льеж - Круг Хеннингер-Турм - Трофео Лайгуэлья - Тиррено — Адриатико — этап 4 - Тур Средиземноморья — этап 5 1998 - Мировой шоссейный кубок UCI - Джиро провинции Реджо-Калабрия - Джиро делла Романья - Гран-при кантона Аргау - Льеж — Бастонь — Льеж - Чемпионат Цюриха - Джиро д’Италия — этапы 14 - Тур Средиземноморья — этапы 2 и 5 - Три дня Де-Панне — генеральная классификация | 1999 - Брабантсе Пейл - Флеш Валлонь - Вуэльта Андалусии — этап 3 - Вуэльта Валенсии — этап 4 - Тиррено — Адриатико — генеральная классификация 2000 - Чемпионат Италии в групповой гонке - Вуэльта Андалусии — этап 2 - Гран-при Плуэ 2001 - Гран-при Камайоре - Омлоп Хет Вольк 2002 - Амстел Голд Рейс - Джиро дель Эмилия - Джиро ди Ломбардия - Милан — Турин - Джиро провинции Лукка — этап 2 - Тур Средиземноморья — этапы 4 и генеральная классификация 2003 - Джиро дель Лацио - Джиро ди Ломбардия - Тур Валлонии — этап 3 |